# Cedro de São João
Cedro de São João är en kommun i Brasilien.   Den ligger i delstaten Sergipe, i den östra delen av landet, 1 300 km nordost om huvudstaden Brasília. Antalet invånare är 5 633.
Omgivningarna runt Cedro de São João är huvudsakligen savann. Runt Cedro de São João är det ganska glesbefolkat, med 32 invånare per kvadratkilometer.